# اچ‌ام‌اس نیوکاسل (۱۷۰۴)
اچ‌ام‌اس نیوکاسل (۱۷۰۴) (به انگلیسی: HMS Newcastle (1704)) یک کشتی بود که طول آن ۱۳۰ فوت ۲ اینچ (۳۹٫۷ متر) بود.